# Sint-Andriesklooster (Maastricht)
Het Sint-Andriesklooster, ook Maagdendries genoemd, was een klooster voor vrouwelijke religieuzen in de Nederlandse stad Maastricht. Het klooster aan de Maagdendries / Achter de Barakken ontstond in de dertiende eeuw, aanvankelijk als een gemeenschap van begijnen op een andere locatie. De bloeitijd lag tussen het midden van de vijftiende en het begin van de zestiende eeuw. Van het in 1797 opgeheven klooster is alleen de kloosterkapel en een fragment van een kloostervleugel over. De laatgotische Sint-Andrieskapel is een dubbelkapel uit de eerste helft van de vijftiende eeuw, die later werd uitgebreid. Sinds 1966 is het gebouw een rijksmonument.

## Ligging
De restanten van het Sint-Andriesklooster met de kapel lagen lange tijd verscholen achter de fabrieksmuren van de Koninklijke Sphinx. Door de verplaatsing van de sainitairfabriek naar het industrieterrein Beatrixhaven in 2007 (en de sluiting kort daarna), werd het mogelijk het uitgestrekte fabrieksterrein een nieuwe bestemming tegeven, met behoud van de belangrijkste industriële monumenten. Het Sphinxkwartier (aanvankelijk Belvédère Binnensingel genoemd; zie Plan Belvédère) werd daarna ontwikkeld als woon- en cultuurwijk. In 2019 is het Sphinxkwartier aangewezen als zogenaamd ankerpunt van de Europese Route voor Industrieel Erfgoed.
Het voormalige kloostercomplex ligt aan de Andriespoort 11 (voorheen Achter de Barakken 31) in het noordelijke deel van het Statenkwartier. De naamgeving van de nieuwe straten in het Sphinxkwartier, waaronder de Andriespoort, dateert uit 2008. Die naam suggereert dat er ooit een (stads)poort is geweest die zo heette, wat niet het geval is. De naam verwijst naar de poortfunctie die de straat heeft als toegangspoort tot het eens zo afgesloten fabrieksterrein van De Sphinx.
Achter de kapel ligt de oudst bekende Joodse begraafplaats van Maastricht, die vanaf eind achttiende eeuw tot 1821 in gebruik was. Omstreeks 2020 is hier een plantsoen aangelegd. Of er nog resten van graven in de bodem aanwezig zijn, is niet bekend.

## Geschiedenis

### Tot circa 1435: begijnhof
Het klooster van Sint-Andries was een vrouwenklooster dat zijn oorsprong had in een convent van begijnen, voor het eerst vermeld in 1264 als "begijnen bij de Sint-Andrieskapel". Deze begijnen blijken dan in de parochie van Sint Pieter te wonen, ten zuiden van de stadswal, ongeveer ter plekke van het Monseigneur Nolenspark. Over deze begijnen is vrijwel niet bekend, behalve dat ze in het begin van de vijftiende eeuw de kost verdienden met linnenweven. In 1413 ontstond er een conflict met het ambacht der kortspoelders (linnenwevers), wat er in 1426 toe leidde dat de zusters toetraden tot het ambacht, waarbij ze zich aan een maximum aantal weefstoelen moesten houden. Ze worden dan nog aangeduid als "swesteren by Sente Andries tSente Peter woenechtich".

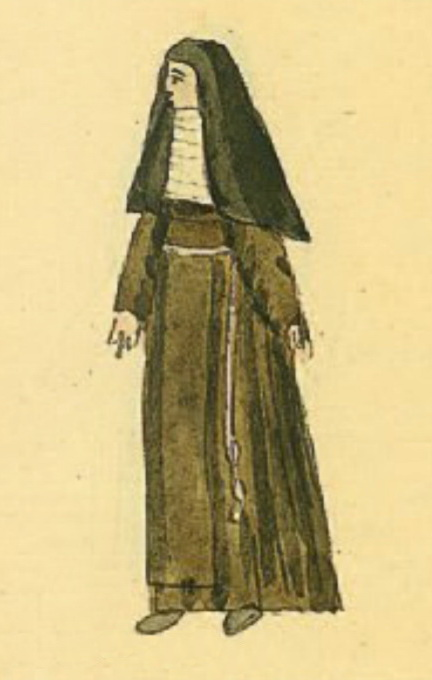
Historiserende tekening van een zuster van Sint-Andries (Ph. van Gulpen, 19e eeuw)

### Circa 1435-1797: klooster
In de periode 1430-1440 veranderde er veel voor het Sint-Andriesconvent, zowel qua locatie als status. Volgens een akte uit 1431 ruilden de zusters toen een hoeve te Sint Pieter ("bij Sinte Andries kirke") met de hoeve van Arnolt Eernsen (elders aangeduid als Arnt Erntson of Arnolt Ernsten van Montenaken) bij de Lindenkruispoort. Het aangrenzende perceel was een jaar eerder al door de zusters aangekocht. Deze goederen lagen in het gebied tussen de eerste en tweede stadsomsluiting, dat toen nog grotendeels onbebouwd was. In 1433 blijken de zusters op de nieuwe locatie te wonen. Omstreeks 1439 werd het convent omgezet in een klooster van tertiarissen van Sint-Franciscus met een reguliere kloosterregel. In dat jaar werd het klooster onttrokken aan de invloedssfeer van de Sint-Matthiasparochie en kwam onder de jurisdictie van het kapittel van Sint-Servaas. Een nabijgelegen straat werd al vroeg als Maagdendries aangeduid, verwijzend naar de onbebouwde grond ("dries") bij de begijnen/zusters.
Nadat de kerk met twee traveeën was uitgebreid, werd ze in 1471 door de Luikse prins-bisschop Lodewijk van Bourbon opnieuw ingewijd. Zijn opvolger als prins-bisschop van Luik, Johan van Horne, liet zich in 1485, twee jaar na zijn bisschopswijding, tot priester wijden in de Sint-Andrieskerk. Rond 1500 telde het klooster ongeveer veertig kloosterlingen, maar dat aantal werd daarna niet meer gehaald. Aan het klooster was een zeer productief scriptorium verbonden. Uit de periode 1470-1525 zijn diverse handschriften bewaard gebleven, op een na allemaal in het Middelnederlands. Uit de devotionele aard van de gekopieerde teksten kan worden afgeleid dat het klooster een rol speelde bij de in die tijd invloedrijke religieuze opleving van de Moderne Devotie. Een met name bekende kopiiste was zuster Katrijn van Rade, actief tussen 1478 en 1498. Drie andere kopiisten worden aangeduid met noodnamen. Dat de kerk niet uitsluitend door de zusters gebruikt werd blijkt, behalve uit de aanwezigheid van een boven- en benedenkerk, ook uit het feit dat in de zeventiende eeuw de Luikse wijbisschop Joannes Antonius Blavier diverse malen het vormsel kwam toedienen in de kerk.
In 1696 werden de huidige steunberen aangebracht en kreeg de kerk een overwelfde grafkelder. Rond 1780 werd de kerk na oorlogsschade opnieuw hersteld. In de Franse tijd werd het klooster opgeheven en de goederen genationaliseerd (1797). Het klooster telde toen nog maar negen leden.

#### Leidinggevenden
Enkele namen van moeder-oversten ("moeders", "materssen"), ondermoeders ("ondermaterssen") en procuratiehoudsters ("procuratersse"), volgens Pierre Doppler:
- 1576 Ida van Brommelen (moeder)
- 1584 Barbara Thys (moeder); Catharina Balgij (ondermoeder); Petronella van den Saevelbergh (procuratiehoudster)
- 1708 Elisabeth Fassin (moeder); Maria Francisca Thirion (procuratiehoudster)
- 1768 M.C. de Stassin (moeder); Gertr. Houtermans (ondermoeder)

In 1488 was Jacobus Tallenrecht geestelijk vader van het Sint-Andriesklooster. Hij was tevens prior van het Augustijnenklooster.

### Na 1797: andere functies
Na de secularisatie werd de kloosterkerk ingericht als magazijn. Rond 1820 werden kerk en klooster verbouwd tot gevangenis, waarbij een kloostervleugel werd afgebroken, de indeling van de kerk werd gewijzigd, de kelder werd volgestort, een nieuwe deuropening in de westmuur werd gemaakt en de gotische ramen werden vervangen door rechthoekige, getraliede vensters.

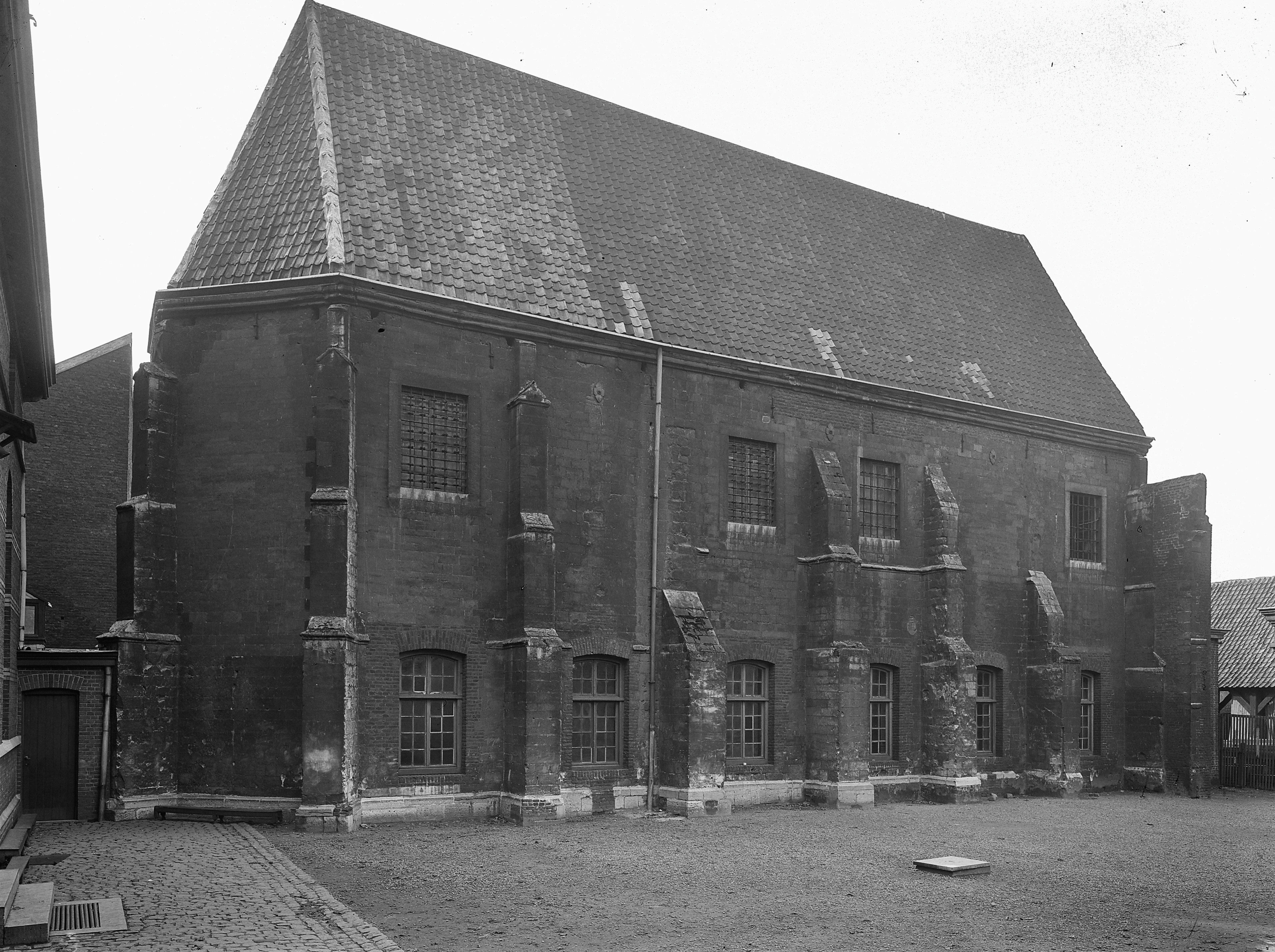
De kerk in 1913

In 1893 werd de kerk verbouwd en ingericht als hulpkerk van de Sint-Matthiasparochie met als kerkpatroon de heilige Jozef. Bij de verbouwing werd aan de westzijde een ingangsportaal toegevoegd en aan de oostzijde een sacristie. Op 16 september 1896 werd de Sint-Jozefkerk door de bisschop van Roermond Franciscus Boermans ingewijd. Naast de kerk werd in 1904 een kleuterschool en lagere school in gebruik genomen voor 600 kinderen, vanaf 1906 tot begin jaren 1960 bestierd door de Zusters van het Arme Kind Jezus, die vlakbij in de Refugie van Hocht in de Boschstraat hun klooster hadden. Daarna was begin jaren 1970 de Toneelacademie Maastricht korte tijd in de schoolgebouwen gevestigd.
In 1918 werd de Sint-Jozefparochie afgescheiden van de Sint-Matthiasparochie en kerkte daarna in de voormalige Augustijnenkerk. De kerk bleef echter nog tot omstreeks 1940 dienstdoen als kinderkerk. Een aantal heiligenbeelden verhuisden van de Sint-Andrieskapel naar de kerk van Sint-Pieter boven. Een 18e-eeuwse sacristiekast kwam later in de Sint-Servaaskerk terecht. Vanaf de jaren 1950 werd de kerk als atelierruimte voor kunstenaars gebruikt. Zo maakte Charles Eyck er in 1951 het gipsmodel voor het bevrijdingsmonument op het Koningsplein. Later gebruikten Piet Killaars en Frans Gast de ruimte. In 1957 was de kerk dermate vervallen dat er een sloopvergunning werd afgegeven. In 1960 pleitte prof. J.J.M. Timmers in het blad van de Bond Heemschut voor behoud en restauratie van de gotische kerk.
In 1966 werd de kapel en de resterende klooservleugel op de monumentenlijst geplaatst. Een ingrijpende restauratie vond plaats van 1982 tot 1984, waarna het gebouw dienstdeed als archiefbewaarplaats van het Sociaal Historisch Centrum voor Limburg. Begin 2016 verhuisde dit archief naar het Regionaal Historisch Centrum Limburg in het Jekerkwartier.
In 2017 verwierf de ontwerper René Holten de kapel. Om het gebouw geschikt te maken voor zijn nieuwe functie (wonen, atelier en galerie) was een ingrijpende verbouwing noodzakelijk, in feite de voltooiing van de restauratie van 1982-1984. In 2019 ontvingen de initiatiefnemers de Victor de Stuersprijs van de Gemeente Maastricht voor de geslaagde restauratie.

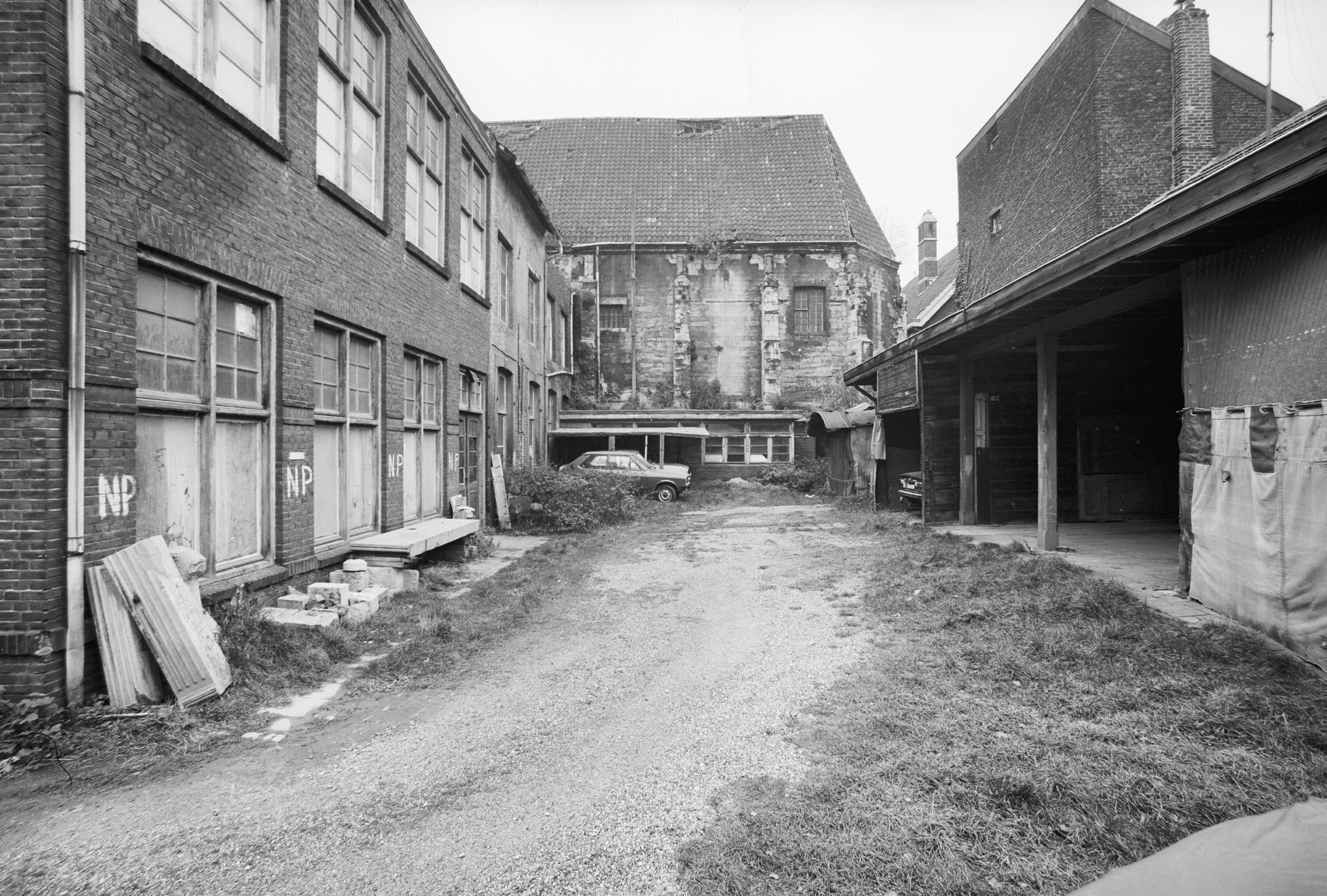
Het complex in 1982
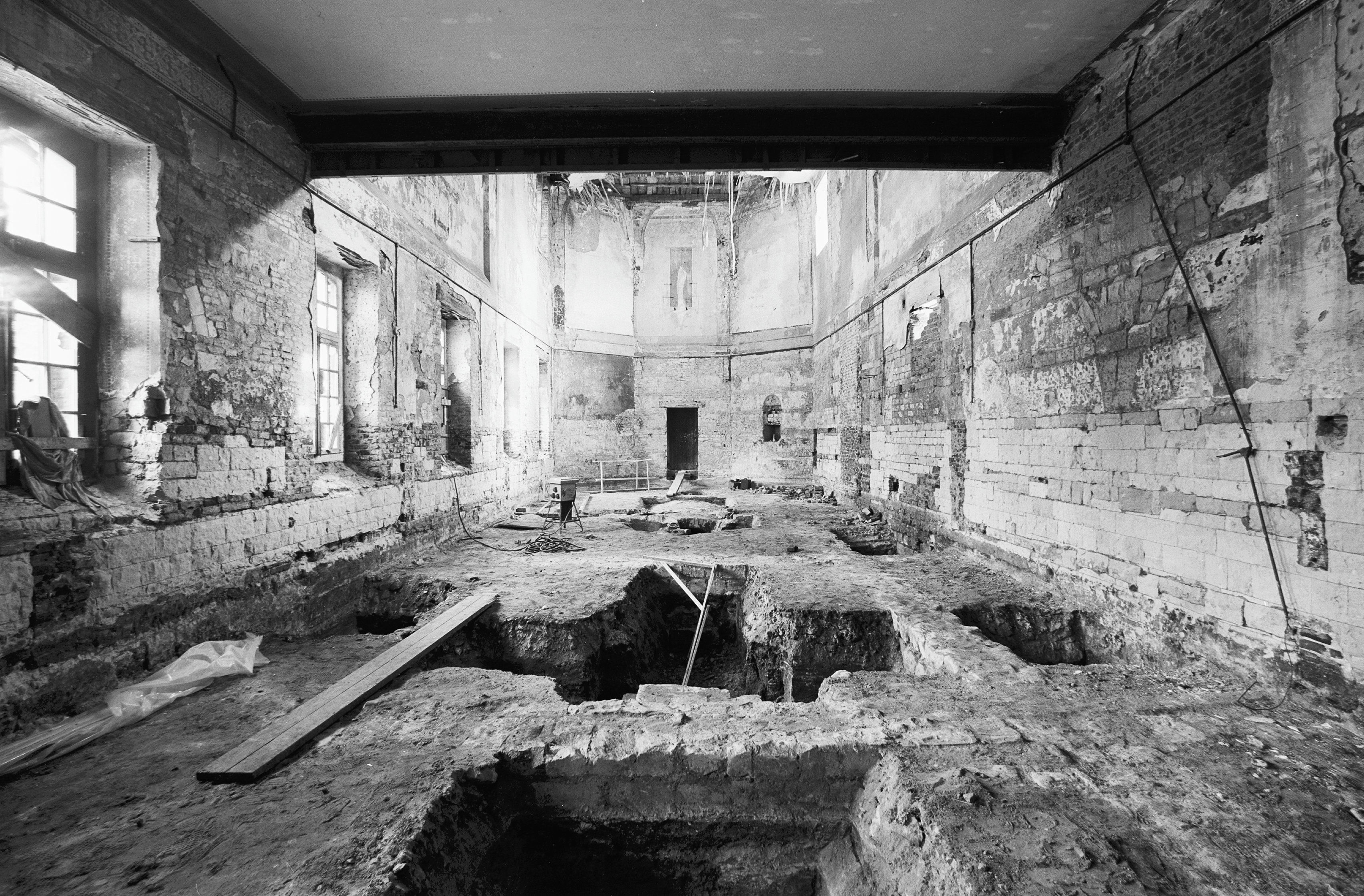
Restauratie interieur, 1983
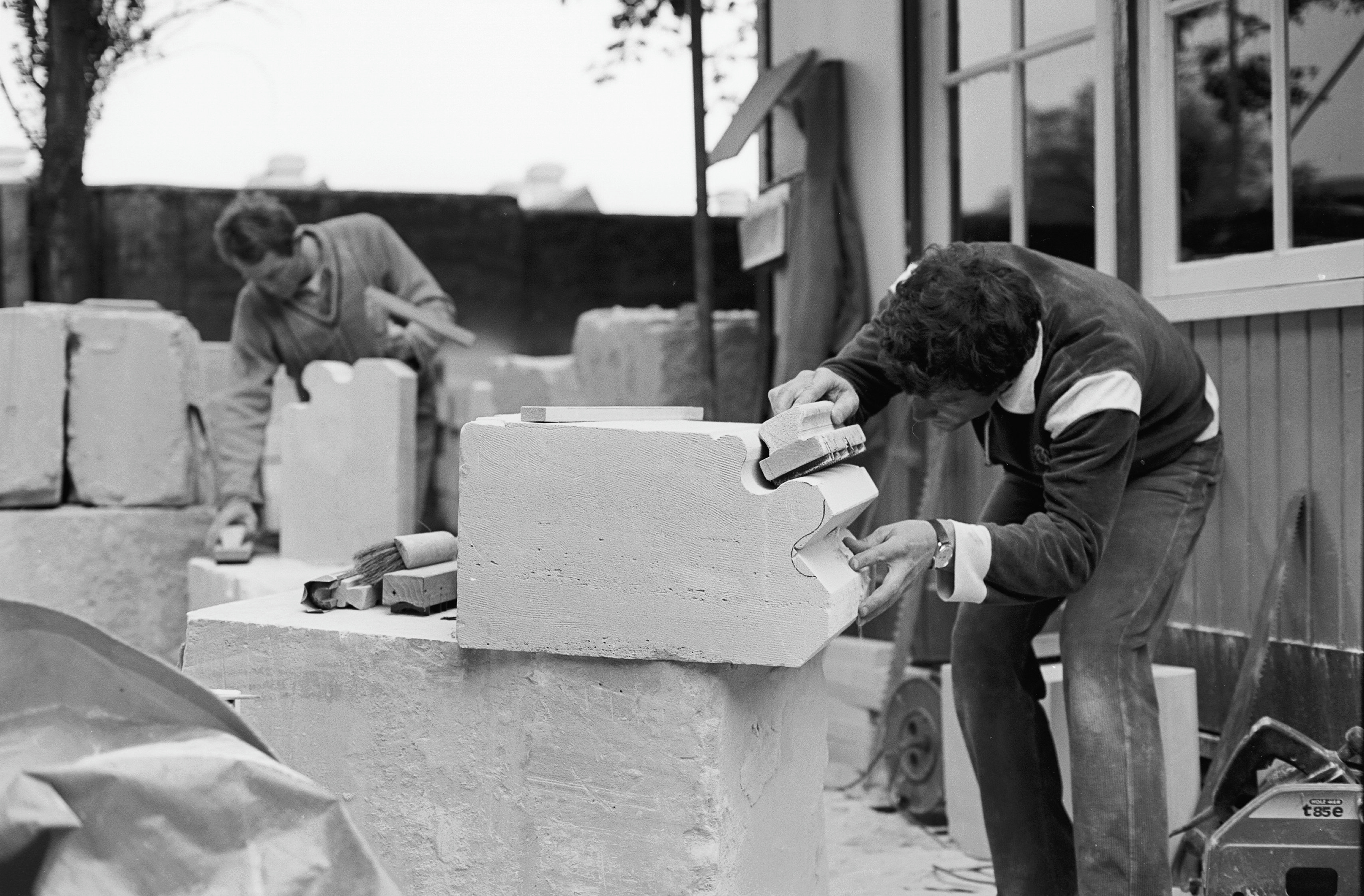
Idem, steenbewerkers
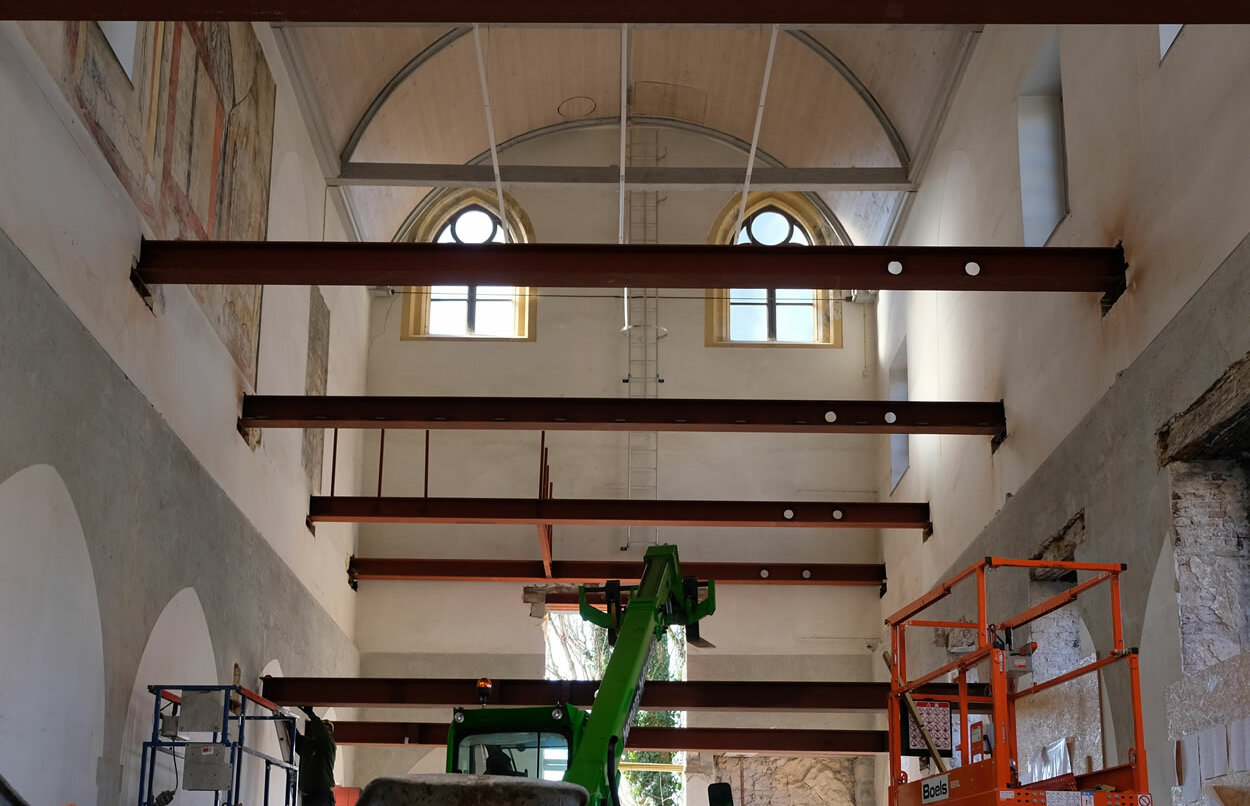
Herstel tussenvloer, 2018

## Erfgoed

### Kapel en kloostervleugel

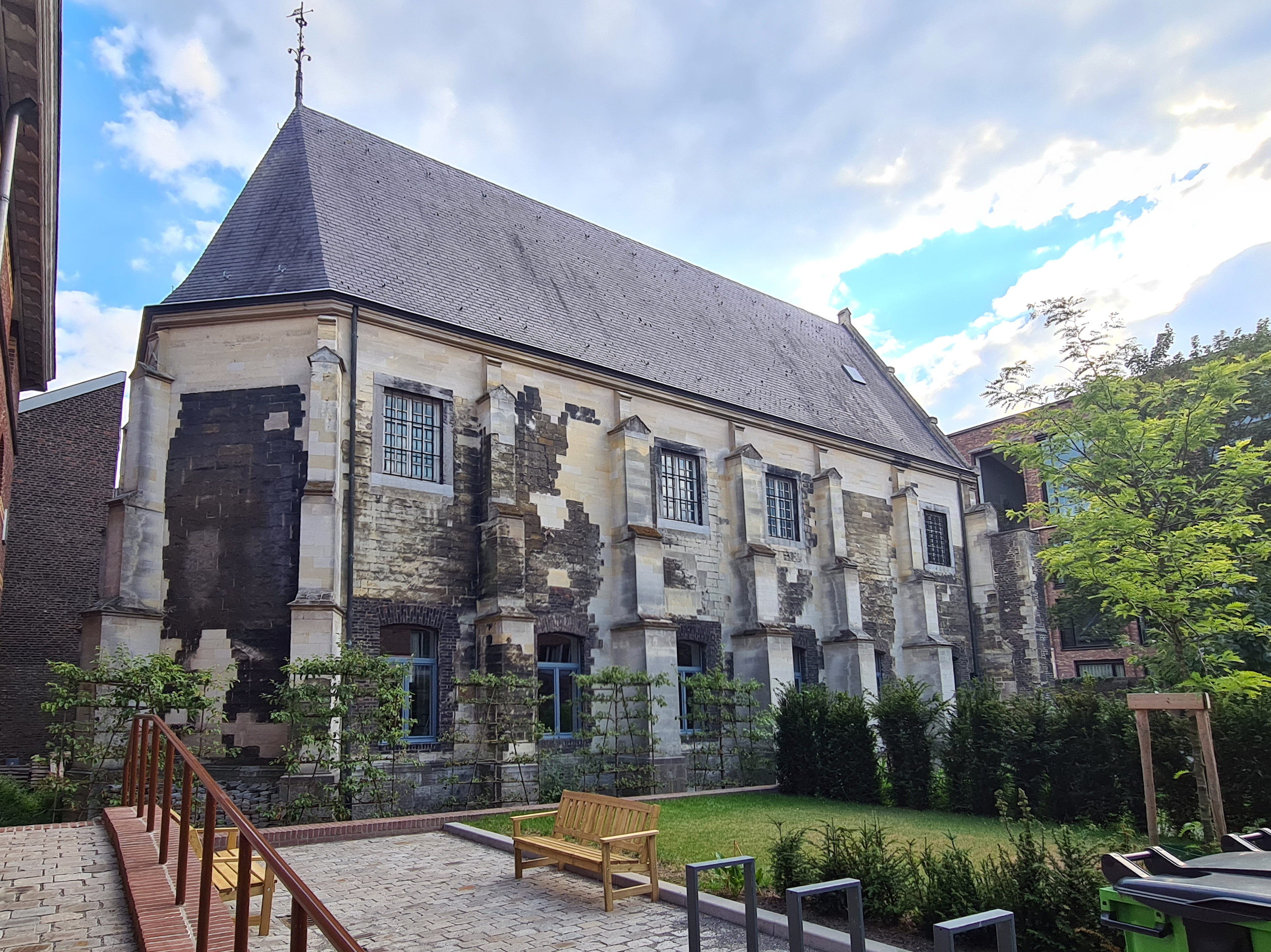
Sint-Andrieskapel vanuit het noordwesten

De Sint-Andrieskapel is een eenbeukige kloosterkapel van zes traveeën met een driezijdig gesloten koor. De kapel is opgetrokken uit mergelsteen op een plint van Naamse steen. De steunberen rondom het koor zijn aan de bovenkant versierd met Andreaskruisen. In de westgevel bevinden zich twee kleine spitsboogvensters; alle overige ramen zijn rechthoekig. Bij de restauratie van 2017-18 is in de westgevel een nieuwe entree gemaakt. Tevens werden dichtgemetselde vensters geopend. De dakpannen op het zadeldak zijn bij een eerdere restauratie vervangen door leien.
Tegen de zuidzijde bevindt zich nog een vrijwel onherkenbaar restant van een kloostervleugel uit de 18e eeuw met een segmentboogingang en -vensters in hardsteen. De andere vleugel werd in 1820 afgebroken, maar de kelders zouden zich nog onder het terrein bevinden.
De Sint-Andrieskapel was oorspronkelijk een dubbelkapel. In het interieur waren de vier meest westelijke traveeën door een tussenvloer verdeeld in twee verdiepingen, waardoor de zusters gescheiden van het kerkvolk van bovenaf de mis konden volgen. Deze tussenvloer werd door kruisribgewelven gedragen, die gesteund werd door vijf in de lengterichting van de kerk geplaatste zuilen. Bij de restauratie van 1982-'84 zijn sporen van de tussenvloer weer zichtbaar gemaakt. Ook werd het houten tongewelf gereconstrueerd en zijn restanten van muurschilderingen gerestaureerd.

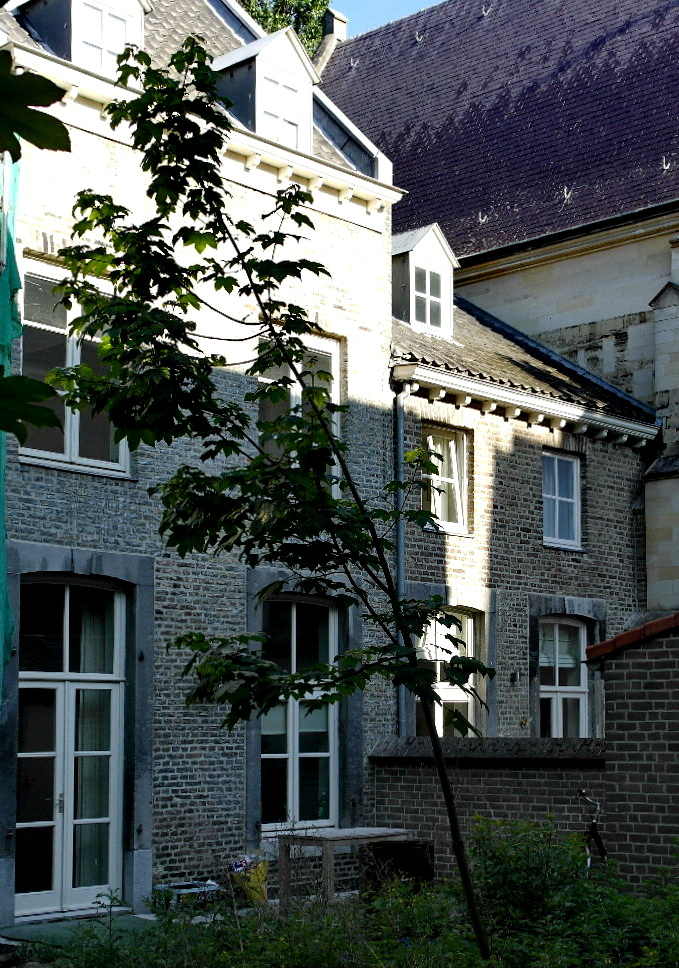
Restant kloostervleugel
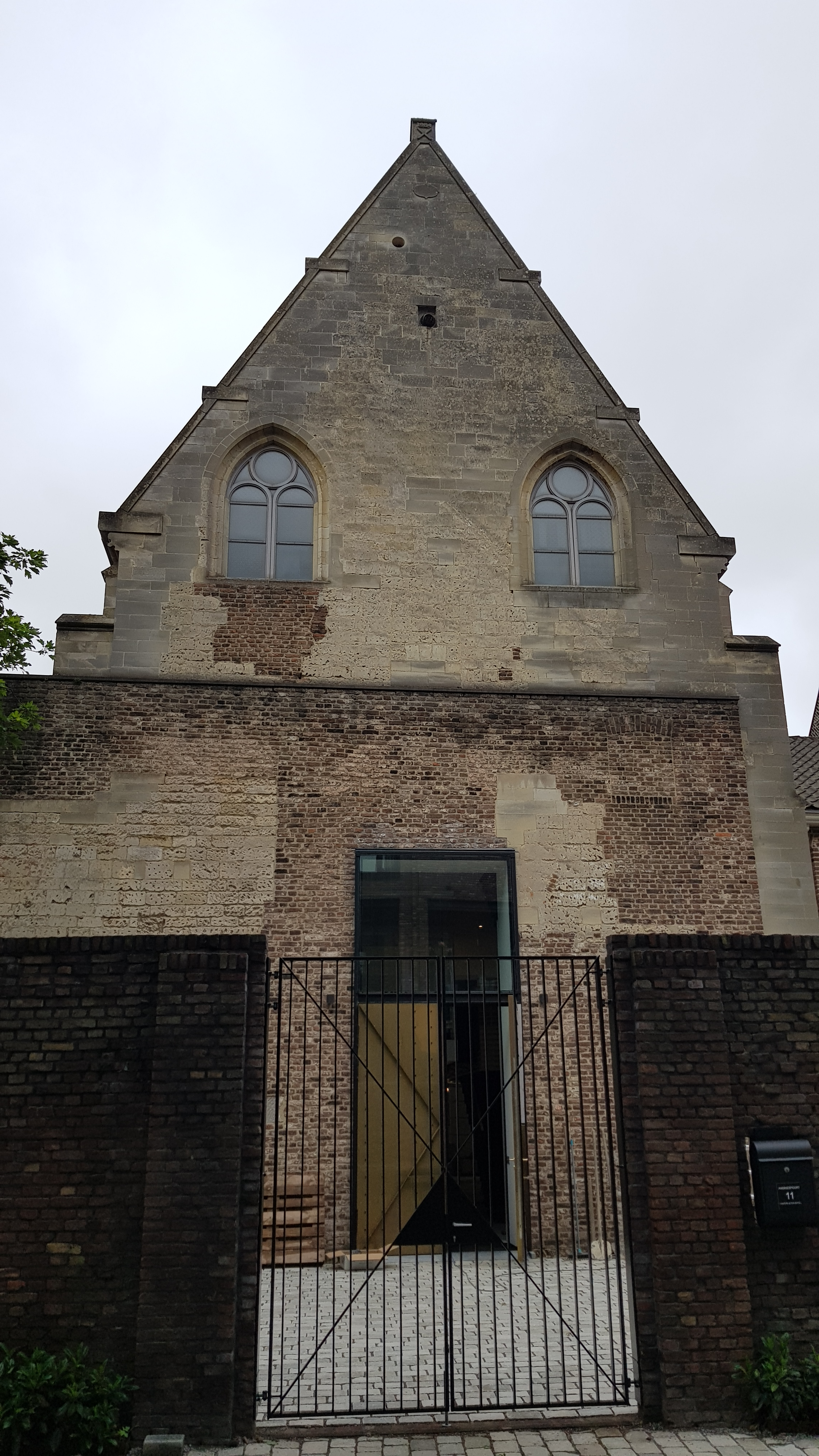
Westgevel met nieuwe entree
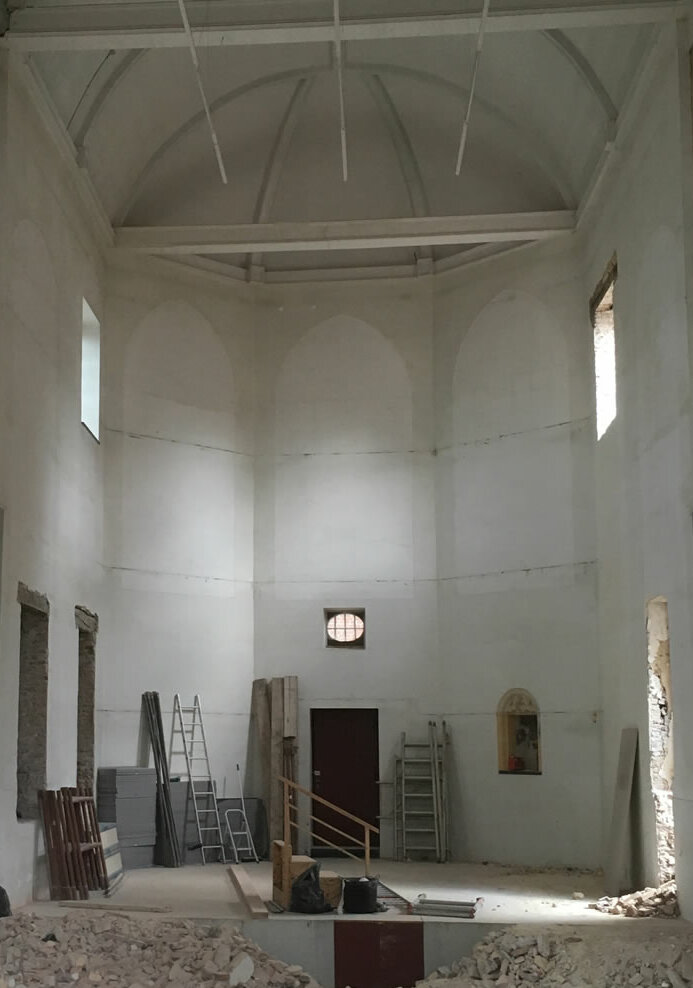
Interieur tijdens renovatie
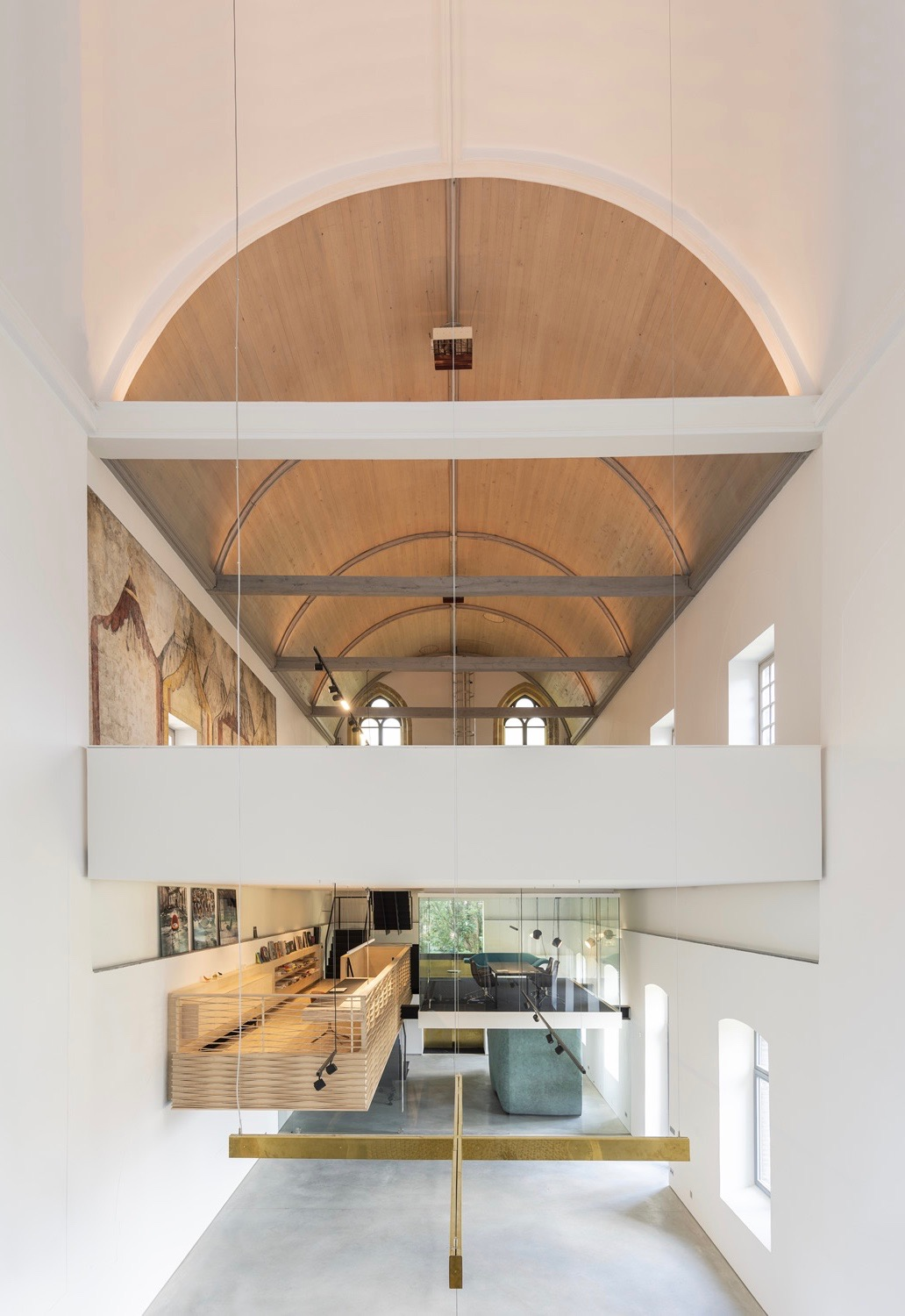
Interieur na renovatie

### Handschriften
Van de in het klooster vervaardigde en/of bewaarde handschriften zijn er zestien bewaard gebleven in bibliotheken in binnen- en buitenland. De Universiteitsbibliotheek Leiden bezit wellicht het bekendste Maastrichtse handschrift: Hendrik van Veldekes twaalfde-eeuwse Leven van Sint-Servaas, omstreeks 1470 gekopieerd door de zusters van de Maagdendries (Leiden, UB, ms. BPL 1215). In dezelfde collectie bevindt zich een vroeg-16e-eeuws manuscript met devotionele teksten en gebeden. In de Koninklijke Bibliotheek in Den Haag bevinden zich onder andere een handschrift van de Limburgse Sermoenen uit omstreeks 1300 (elders ontstaan), een collectie religieuze astrologische en rekenkundige teksten uit de vroege 16e eeuw en een Nederrijns paasspel. In de Universiteitsbibliotheek van Amsterdam bevindt zich een manuscript uit 1481/1498 met werken van Hendrik Seuse en Jan van Ruusbroec, en een aantal heiligenlevens in het Middelhoogduits, Ripuarisch en Middelnederlands. In de collectie van het Maastrichtse Gemeentearchief (thans Centre Céramique) bevindt zich een gebedenboek dat waarschijnlijk in 1515 tot stand is gekomen. Wellicht heeft het boek het klooster nooit verlaten: de annotaties op het schutblad zijn in het hetzelfde handschrift als het manuscript zelf. Een recente ontdekking was het in 2020 door de universiteitsbibliotheek van Nijmegen aangekochte gebedenboek van Catharina Bonen, die in 1490 vermeld werd als 'procuratrix' van het Sint-Andriesklooster (Nijmegen, UB, Hs 610).

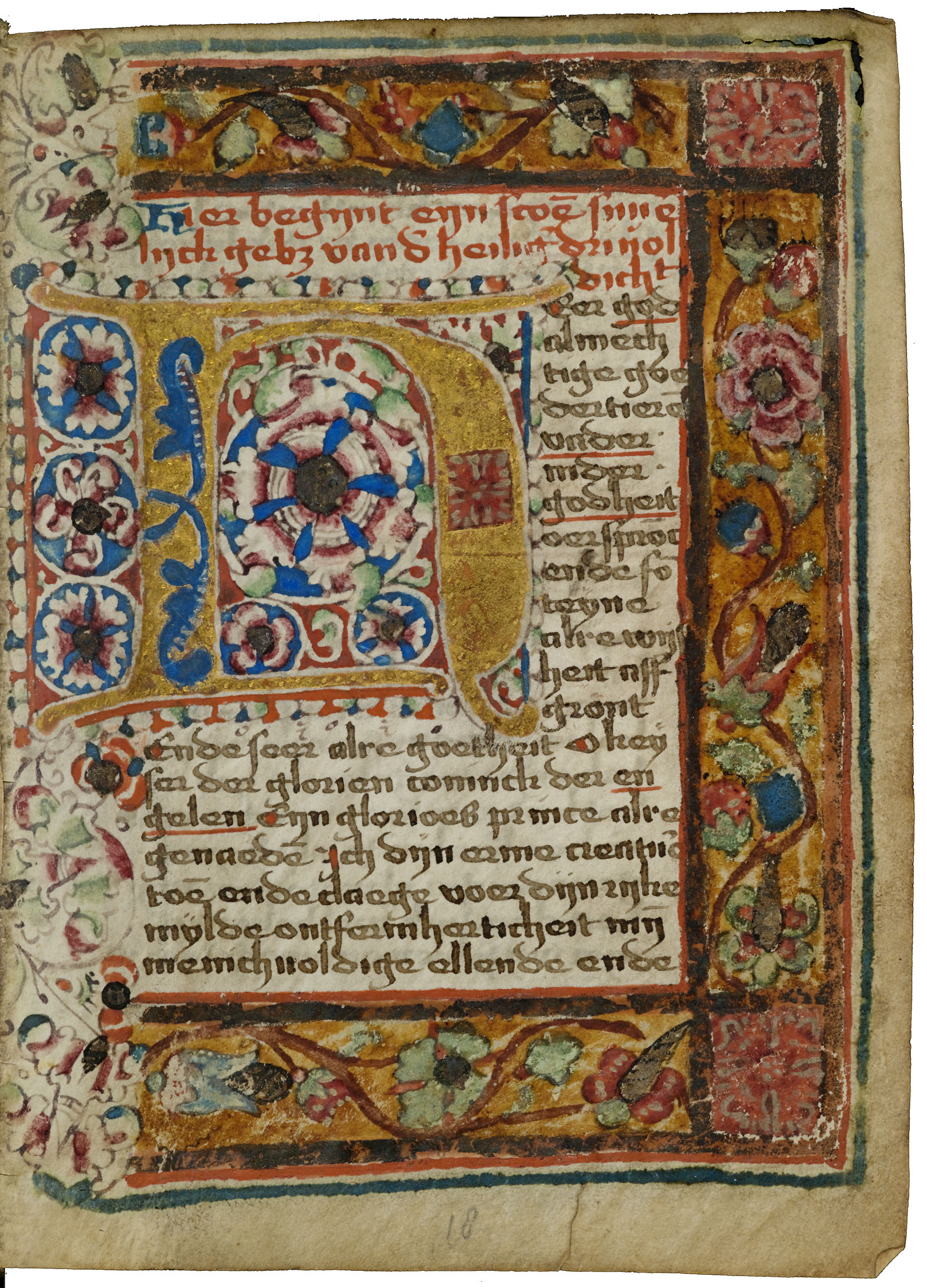
Manuscript uit 1500-25 (KB, Den Haag)
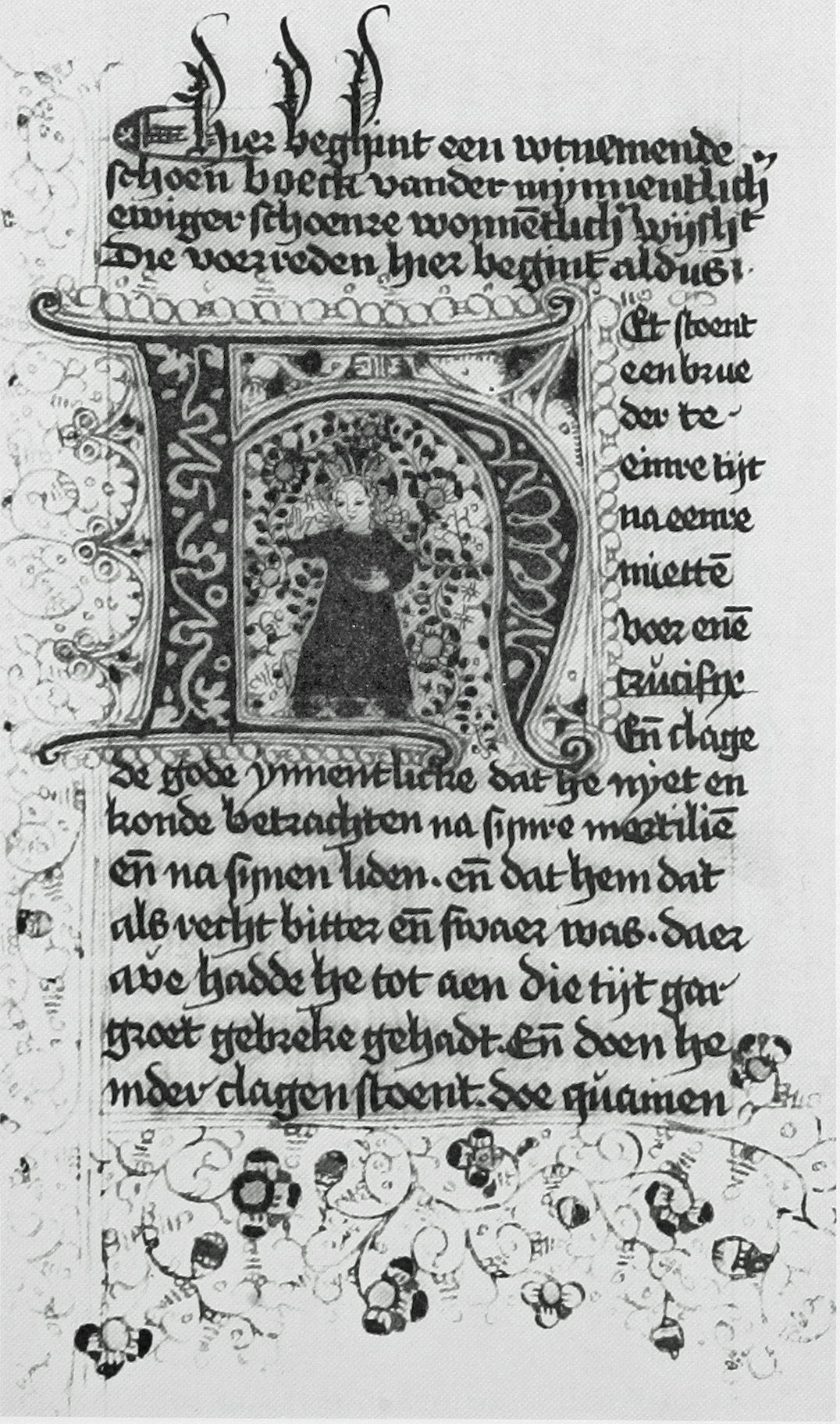
Manuscript uit 1481/1498 (UB Amsterdam)
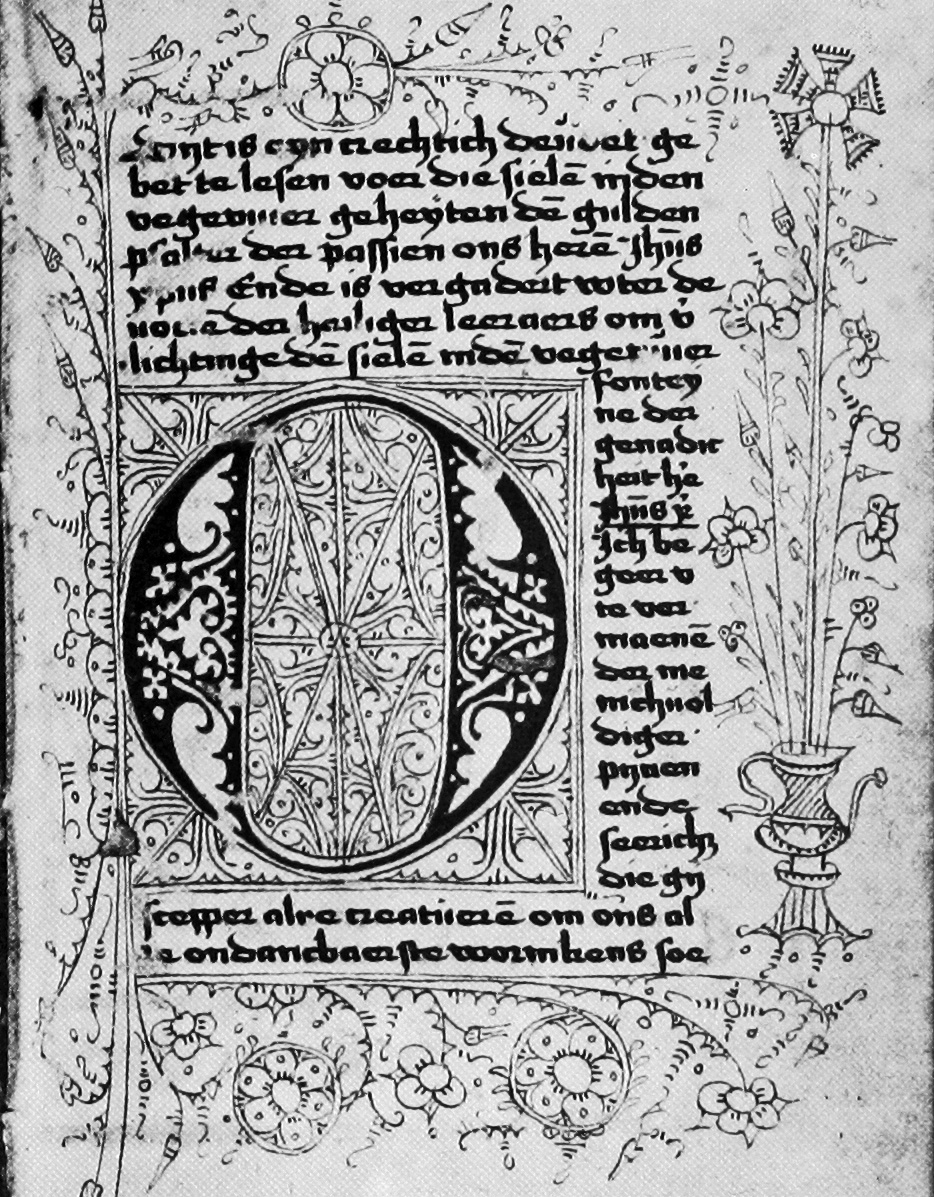
Gebedenboek, 1515? (CC, Maastricht)
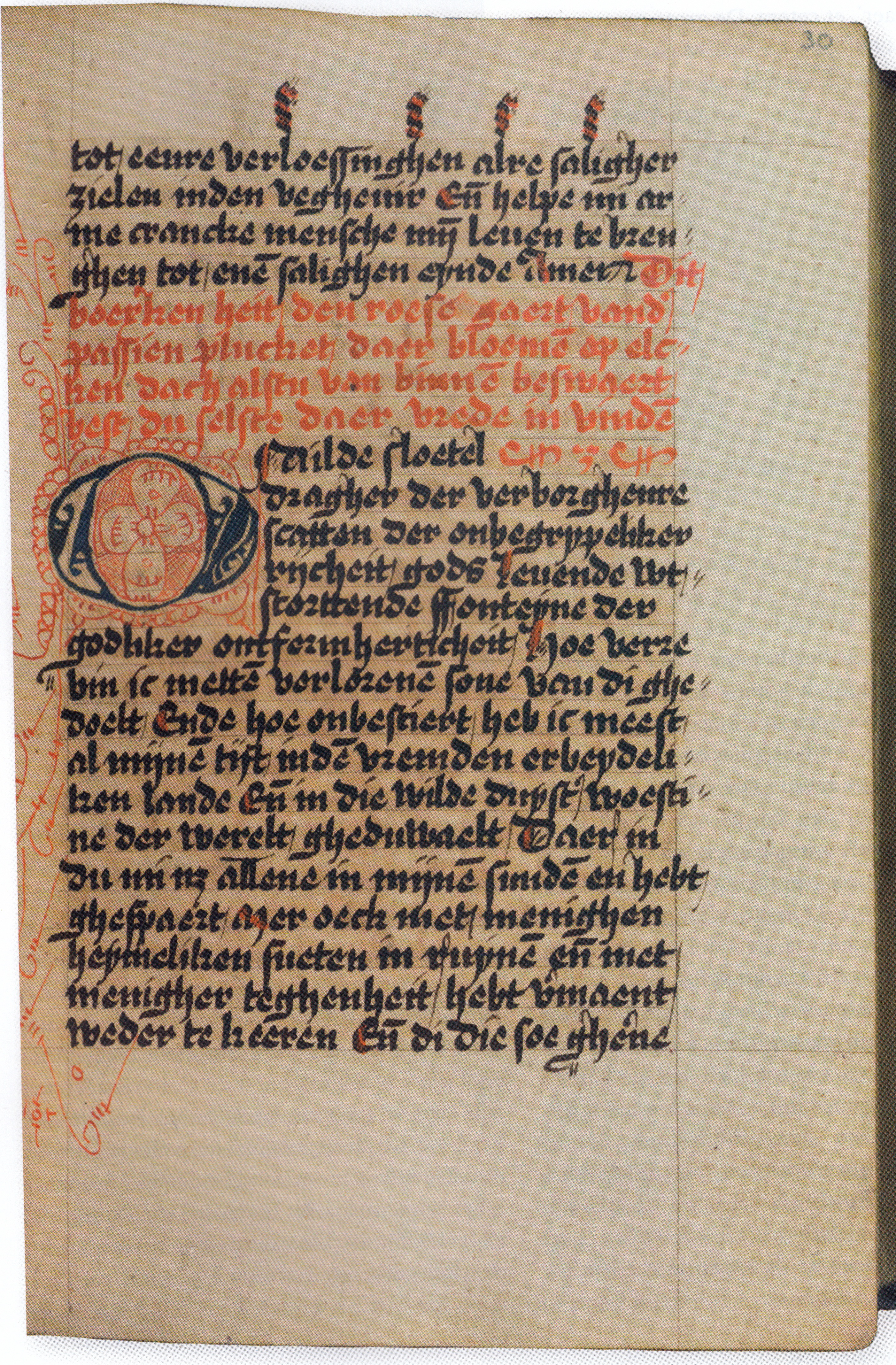
Gebedenboek van Catharina Bonen, ca. 1500 (UB Nijmegen)